# Excessive Speed
Excessive Speed je závodní počítačová hra, kterou vydal Iridon Interactive v roce 2001. Demoverze obsahuje 2 tratě a 2 autíčka, plná verze 14 tratí (a možnost jezdit je v opačném směru) a 7 autíček.

## Módy
Každou trať je možná hrát v následujících třech módech:
- Track fighter – Závod proti 7 soupeřům, který se jede na určitý počet kol. Úkolem hráče je dojet na prvním místě. V tomto módu se na trati nacházejí zbraně a vylepšení, které může hráč sbírat a využít k vítězství.
- Time trial – Hráč závodí proti duchovi, který je záznamem nejlepší jízdy. Úkolem je překonat časový rekord trati.
- Dynamit trial – Stejný jako Time trial, ale hráč nesmí nabourat a jede se jen jedno kolo.

## Multiplayer
Hra více hráčů je možná pouze na splitscreenu. V multiplayeru mohou hru hrát 2–4 hráči. V případě Track fighter módu je na trati vždy takový počet počítačem ovládaných autíček, aby byl celkový počet závodníků 8.